# Église du Saint-Esprit d'Aix-en-Provence
L'église du Saint- Esprit est un édifice catholique situé à Aix-en-Provence dans le département français des Bouches-du-Rhône en région Provence-Alpes-Côte d'Azur.
Elle a été construite au XVIIIe siècle à l'emplacement d'un hôpital, dénommé l'hôpital du Saint-Esprit géré au XIVe siècle par les frères hospitaliers de l'Ordre du Saint-Esprit  (ou Ordre du Saint-Esprit), fondé à Montpellier vers 1197. L'édifice est protégé par un classement au titre des monuments historiques par arrêté du 31 décembre 1985.

## Historique

### 1229: fondation de l'hôpital
Au XIIIe siècle est fondé un hôpital rattaché à l'Ordre des hospitaliers du Saint-Esprit, le charisme de cet ordre étant de venir en aide à tous les « déshérités de la vie », les religieux accueillent les orphelins, les malades et les mourants, malgré un nombre limité de places (entre cinq et huit). L'édifice est alors aux limites ouest de la ville, à l'entrée de la cité, au bord de la campagne.

### XVesiècle: édification de la chapelle du Saint-Esprit
À cette époque, le quartier assiste à la construction du couvent des Augustins, en face de l'hôpital du Saint-Esprit. Simultanément est édifiée la chapelle de l'hôpital : chapelle richement ornée, elle possédera une certaine notoriété au sein de la population. Les ouvriers chargés de la construction du couvent des Augustins traversaient alors la rue Grand-Saint-Esprit (renommée rue Espariat en 1811) pour mener les deux chantiers de front.

### XVIIesiècle: accroissement démographique des environs
Dès le XVIIe siècle, la ville d'Aix voit s'élargir sa superficie vers l'ouest au-delà de la porte des Augustins. Le nouveau quartier est baptisé Villeverte car il se voulait aéré, agrémenté de nombreux espaces verts, la campagne n'étant pas très éloignée. Cependant, les tracés sont bâclés, et le quartier adoptera une conception médiévale archaïque. C'est un échec architectural quand on le compare au quartier Mazarin tracé au cordeau moins de quarante ans plus tard. Le nouveau quartier entraine logiquement une hausse du nombre de fidèles venant prier dans la chapelle de l'hôpital qui devient de plus en plus étroite.

#### Les paroissiens duXVIIesiècle
Au nord de la rue Grand-Saint-Esprit (qui s'appellera plus tard rue Espariat en mémoire de Jean Espariat, le premier maire de la ville) on trouve des artisans, des tanneurs, des mendiants et des femmes pour la plupart vivant seules, mais dès qu'on passe la rue Espariat vers le sud, le niveau social augmente et l'on peut trouver des officiers de guerre, des gens de petites ou grandes noblesses de robe, etc. Ces personnes dépendent encore toutes à l'époque de la paroisse de la Madeleine, qui est située à l'autre bout de la ville. Un plébiscite populaire réclame la création d'une nouvelle église paroissiale afin d'accéder à un lieu de culte plus proche. Si les volontés sont unanimes, il va falloir un siècle pour que les différents protagonistes se mettent d'accord. Plusieurs projets sont établis : tout le monde veut la même chose mais personne ne veut rien perdre de ses prérogatives : religieux, municipalité, voirie, artisans, etc.

### 1670
En 1670, le Parlement de Provence ordonne la construction d'une succursale de la paroisse de l'église de la Madeleine qui sera nommée Saint-Jérôme (en hommage à son fondateur en 1716) en ces lieux. Le devis de l'époque avoisine les 50 000 livres. L'obstination des habitants et des dirigeants notamment du chapitre de la cathédrale  retarde encore de trente ans le projet. Au cours de ces trente ans la messe se tient dans la chapelle de l'hôpital qui deviendra la chapelle paroissiale.

### 1704
L'architecte Laurent Vallon parvient à abaisser le devis à 30 000 livres. Le Parlement et les mécènes signent immédiatement le projet, sans trop se questionner sur les 20 000 livres économisées. La première pierre est posée en 1706, après la démolition de l'hôpital du Saint-Esprit ainsi que de certaines maisons avoisinantes. Les travaux dureront près de vingt ans.

### 1716
L'église est bénie par le chanoine de Forbin-La-Barben et reçoit officiellement le nom de paroisse Saint-Jérôme en hommage à son fondateur le cardinal Jérôme Grimaldi, archevêque d'Aix (de 1648 à 1685). Mais les habitants continueront à l'appeler "paroisse du Saint-Esprit"

### 1726
L'église est enfin terminée, mais des faiblesses commencent déjà à apparaître dans la construction, résultat des économies drastiques réalisées par l'architecte étant donné que le chapitre de la cathédrale ne voulut pas allouer à Laurent Vallon la somme qui aurait été nécessaire pour la réalisation de son projet initial. La construction laisse un gout amer de par les réductions de ses dépenses et au vu de la piètre solidité de l'édifice. Heureusement, la décoration apportée à l'église par deux sculpteurs est fastueuse et ravira les paroissiens.

### Période révolutionnaire
Pendant la période révolutionnaire, les églises paroissiales d'Aix ne sont jamais restées longtemps fermées : elles étaient ouvertes ou refermées au gré des décisions du gouvernement et de l'Assemblée. L'église du Saint-Esprit fut fermée en avril 1794 après la démission des prêtres desservant et mise en vente en mai 1795. Elle était proposée aux enchères en deux lots, le bas de l'église et le haut de l'église : elle ne trouva aucun acquéreur et elle fut définitivement ouverte au culte en 1802.

### 1806
Consécration de l'église du Saint-Esprit en octobre 1806 par Mgr Jérôme Champion de Cicé, archevêque d'Aix de 1802 à 1810, soit un siècle après la pose de la première pierre.

### 2009
La paroisse du Saint-Esprit est affectée à la Communauté catholique étudiante d'Aix et rattachée à la paroisse de la cathédrale Saint-Sauveur d'Aix-en-Provence

### Evènements importants[4]
En 1750 le grand prédicateur Jacques Bridaine prêche une mission pour la paroisse. À cette occasion une grande croix commémorative est dressée à l'extérieur de la ville. Elle se trouve aujourd'hui dans cette église.
Le 23 juin 1772 a lieu le mariage du comte de Mirabeau, âgé de 23 ans, avec Marie-Marguerite-Emilie de Covet de Marignane, âgée de 19 ans.
1799 : séjour de Napoléon Bonaparte au retour de la campagne d'Égypte
1809 : Le pape Pie VII, prisonnier de Napoléon, s'arrête à Aix le 4 août au soir et le lendemain matin célèbre la messe en l'église du Saint-Esprit.
1840 : La reine Marie-Christine de Bourbon-Sicile après sa renonciation à la régence du royaume d'Espagne et en exil, s'arrête à Aix et assiste à une messe dans cette église.
1845 : Le prince Charles de Bourbon, évincé du trône d'Espagne, fait un séjour à Aix durant son exil. Il assiste à une messe en l'église du Saint-Esprit.

### Personnalités liées à l'histoire de la paroisse du Saint-Esprit[7]
- Esprit Rotier (149?-1563?), dominicain, linguiste réputé à son époque et auteur de nombreux ouvrages
- Mitre Gastinel (+ en 1440) et évêque de Sisteron
- Jean-Baptiste de Vaccon (1689-1751), évêque d'Apt de 1723 à 1751
- Claude Cabannes (1695-1741), évêque de Gap de 1738 à 1741
- Jean-Balthazar de Cabanes de Viens (1695-1741), évêque de Gap de 1738 à 1741
- Pierre-François-Xavier de Reboul de Lambert (1704-1791) qui fut le dernier évêque de Saint-Paul-Trois-Châteaux
- Louis Nicolas Vicor de Félix d'Ollières dit comte du Muy (1711-1775), secrétaire d'État à la guerre sous Louis XV, gouverneur du Dauphin et maréchal de France en 1775
- Joseph Pisani de La Gaude (1743-1826), évêque de Vence en Provence, puis évêque de Namur (Belgique) (1804-1826)
- Cardinal Joachim-Jean-Xavier d'Isoard (1766-1829), archevêque d'Auch (1829-1839) et créé cardinal par le pape Léon XII en 1826.
- Bienvenu de Mioliis '1753-1843), évêque de Digne. Il inspira le personnage de l'évêque Myriel dans le roman Les Misérables de Victor Hugo
- Sextus-Alexandre-François de Miollis, général d'Empire sous Napoléon Ier. Il procéda à l'arrestation du pape Pie VII en 1809. Une rue porte son nom à Aix-en-Provence
- Trois membres de la famille de Pazery-Thorame (originaire de la Paroisse) furent pris dans la tourmente révolutionnaire et furent exécutés lors des massacres de septembre 1792 dans é des Carmes à Paris avec Mgr Jean Marie du Lau d'Allemans. Ils furent béatifiés en 1926 par le pape Pie XI
- Chanoine Jean-Antoine Emery (1810-1883), d'abord vicaire de la paroisse du Saint-Esprit (1836-1846), puis curé de la même paroisse contribua à l'embellissement de l'église ; il fit construire une sacristie fonctionnelle et surtout  fit restaurer l'orgue. Il fut apprécié pour sa bonté, ses prédications en provençal. Célébré comme félibre par Frédéric Mistral (une plaque à l'extérieur de l'édifice en fait mention).

## Architecture

### Façade
Elle est sobre, comme souvent les églises paroissiales : budget modeste, espace limité, mais il existe aussi une volonté d'épuration de la part de l'architecte. Le style contre-réforme est rare pour une église aixoise : deux niveaux, ailerons débutés, fronton triangulaire, pilastres. Se rajoutent de légers renfoncements créant des lignes d'ombre et des jeux de lumière au long de la journée ;  la façade étant orientée plein sud, elle est  tout le temps exposée à la lumière.
Six pilastres lisses à chapiteaux corinthiens scandent le rez-de-chaussée et supportent l'entablement. L'étage supérieur est percé d'une fenêtre et surmonté d'un fronton, triangle dans lequel s'inscrit un oculus ovale. C'est un jeu tout en surface et géométrique de fines lignes d'ombre. Le manque de recul devant l'église ne permettait pas les grands effets et tout débordement sur le sol public aurait demandé des autorisations spéciales et des dépenses supplémentaires.
Sur le fronton de la façade on peut y remarquer un oratoire avec la statue de saint Roch.

### Le clocher
Le clocher se profile dans la perspective des rues de Villeverte sa silhouette cubiste coiffée de quatre "chapeaux de gendarmes" se découpant dans le ciel. Ce motif se rencontre dans le paysage provençal dans le style d'une architecture vernaculaire (fermes et bastides). C'est l'œuvre probablement d'un maître-maçon local qui rappelle la proximité de la ville d'Aix avec la Corse, le Piémont et l'Espagne.

### Le tambour
La tribune du fond de l'église repose sur un tambour à trois pans percé d'arcades en plein cintre. Celle du centre est surmontée d'une console décorée d'un triomphe d'anges. Elle est fermée par une boiserie à doubles vantaux moulurés, dont le tympan porte un bas-relief représentant la Pentecôte. Les arcades latérales, en leur partie supérieure, sont ornées de consoles à cannelures et chutes de feuillage. Les Consuls participèrent aux frais de la tribune et du tambour pour la somme de 600 livres. Le dessin de cette construction est de Georges Vallon (avril 1732).

## Intérieur

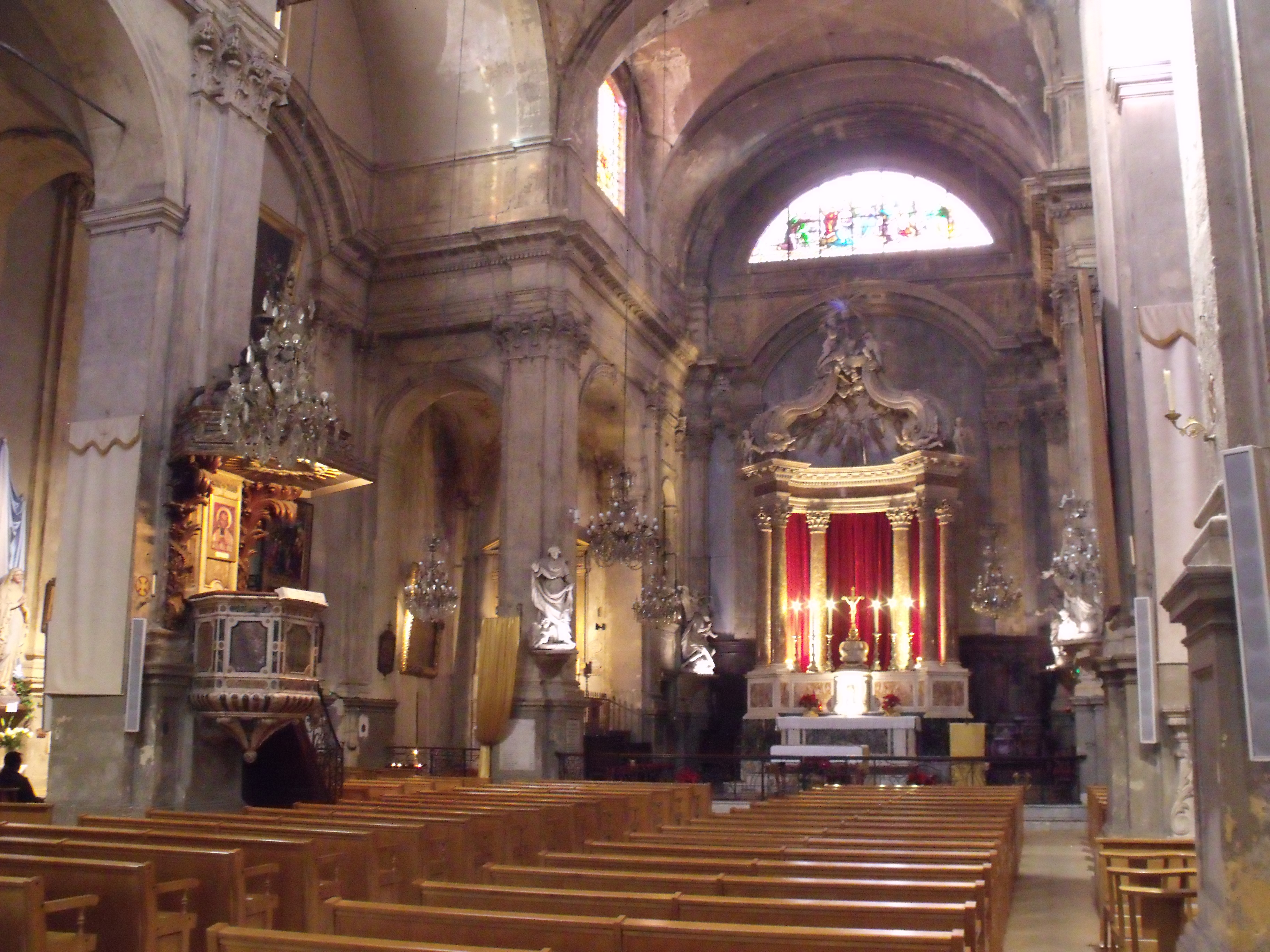
Intérieur de l'église du Saint-Esprit.

Il est résolument moderne, les lignes sont épurées, les arcs sont en plein-cintres. Laurent Vallon joue énormément avec l'espace, créant de nombreuses illusions : les nefs latérales sont écrasées par la nef principale afin de donner une impression d'espace, et une corniche fait le tour de tout l'intérieur, constituant un liant unifiant les différents éléments de l'église en assurant une continuité.
Très riche, mais hétéroclite, la décoration de l'intérieur de l'église du Saint-Esprit s'est étoffée au cours des troubles révolutionnaires, ainsi qu'au fil de son histoire paroissiale, faite de nombreux dons de riches commerçants. Il faut cependant noter que certains tableaux qui dataient des débuts de la construction de l'église ont disparu :
- trois beaux tableaux de Jean Daret représentant trois descentes du Saint-Esprit : sur la Vierge Marie lors de l'Annonciation, sur Jésus au moment de son baptême dans le Jourdain, sur les Apôtres à la Pentecôte. Ce retable fut peint en 1653 pour la chapelle et conservé jusqu'en 1716 date de la bénédiction de la nouvelle église[9]
- une fresque commandée par le chapitre de la cathédrale au peintre André Boisson en 1716 pour décorer la nouvelle église dédiée à saint Jérôme et sans doute terminée en 1717 ; on en ignore les détails et si elle fut conservée au-delà de 1787…

### Le maître-autel
L'église du Saint-Esprit est la seule église ancienne d'Aix-en-Provence qui a conservé son autel d'origine. Il aurait été fait par le sculpteur Jean-Baptiste Casella, originaire de Milan sur un dessin d'Auguste Ramel, sculpteur sur bois, d'Aix.
Sur le dessin et dans la construction on retrouve les mêmes lignes : six colonnes entourent l'autel avec un entablement surmonté de quatre grandes volutes soutenant un motif au sommet. Sous le baldaquin, dans une gloire, la colombe, signe du Saint-Esprit, est entouré d'anges et de rayons
Si le dessin de Ramel est d'époque Louis XV avec un profil tourmenté le maître-autel est de style Louis XVI. Les masses sont rectilignes et la décoration plus sobre. On y voit les motifs d'ornementation caractéristiques de la fin du XVIIIe siècle : cannelures, perles, culots, bandes de lauriers, feuilles d'acanthe. Cette décoration est  visible sur les volutes de l'autel, du tabernacle et du baldaquin et permet de dater l'ensemble de 1787.
L'autel très beau fut épargné à la Révolution grâce au don d'une personne dévouée, la Dame Lantelme qui obtint sa conservation contre une somme de 6 000 francs.

### Les stalles
Les stalles sont placées dans le chœur  autour du maître-autel en deux endroits différents : les plus visibles de chaque côté des marches de l'autel, les autres cachées derrière l'autel, contre le mur du chevet. Les plus belles stalles sont celles qui sont cachées : elles datent du XVIIIe siècle. Ce qui les distingue c'est la décoration des dossiers qui est différente pour chaque stalle. Les dossiers des autres stalles sont décorés d'un même dessin : certainement une copie des premières.
Il semblerait que ces stalles n'aient pas été faites pour l'église du Saint-Esprit : la boiserie a été entaillée pour prendre place entre les piliers du chevet : elles étaient sans doute dans un couvent aujourd'hui disparu.

### Les autels latéraux
Cette église possède cinq autels latéraux.
Les deux plus anciens qui datent du XVIIIe siècle sont en marbre polychrome et se trouvent dans le collatéral gauche. Il s'agit de celui qui est sous le retable du Parlement tandis que l'autre se situe sous la croix de mission. Ce dernier provient de l'ancienne chapelle des Grands Carmes : sur le tombeau se trouve sculpté un bas-relief représentant saint Simon Stock recevant le scapulaire des mains de la Vierge ; il est renfermé dans une cartouche en forme de cœur.
Les autres autels au nombre de trois sont répartis de part et d'autre du sanctuaire : l'autel de Saint-Joseph et l'autel de la Vierge ; dans le transept droit l'autel du Saint-Esprit sous le tableau de la Pentecôte..
Il est à remarquer que le symbole de la Pentecôte, le Saint-Esprit qui est co-titulaire de cette paroisse appelée également "paroisse Saint-Esprit-Saint-Jérôme" est reproduit en maints endroits : sur le vitrail surplombant le maître-autel, sur la cartouche de l'autel du Saint-Esprit, sur le tableau de la Pentecôte ainsi que sur les portes du tambour.

### La chaire
La chaire du prédicateur mêle deux périodes différentes. A l'origine elle était totalement en bois, réalisée par le sculpteur Esprit Routier dont on a retrouvé la quittance datée de 1740. Vingt-trois ans plus tard, la cuve et la rampe de bois furent enlevés pour être remplacées par une cuve en marbre et un escalier en ferronnerie, offerts par un riche paroissien, M. Bonnaud. On peut retrouver cette inscription au sommet de la rampe: « Bonnaud, tailleur, a fait ce don, 1763 ». Au centre de la chaire, sur la partie horizontale de l'abat-voix, est représentée une colombe, symbole du Saint Esprit, entourée de rayons et de nuages (symboles du baptême et de la prédication du Christ). On distingue encore aujourd'hui sa trace, entourée de deux palmiers, les arbres bibliques par excellence symbolisant l'arbre de Vie.

### L'orgue du couvent des Carmes
Il date du XVIIe siècle alors que la construction de l'église a débuté en 1706 : il a été commandé par les grands Carmes d'Aix pour leur chapelle (dont on peut admirer les restes dans le passage Agard). Réalisé par le facteur d'orgue marseillais Charles Royer, le buffet a lui été effectué par le menuisier aixois Adolphe Dumas suivant les plans du sculpteur Jean-Claude Rambot (atlantes du Pavillon de Vendôme, fontaine des quatre dauphins, etc.). Sur le panneau inférieur du buffet on trouve un médaillon représentant Catherine de Sienne, tandis que le fronton est orné d'un écu portant un lion héraldique lequel est  entouré d'une corde à trois nœuds comme ceux que portent les franciscains. Cet orgue du XVIIIe siècle, ayant subi l'outrage des ans, fut restauré  en 1987-1988 grâce au ministère de la Culture pour lui faire retrouver sa splendeur première,.
En 1843, la partie instrumentale avait besoin de restauration : l'ouvrage en fut confié à l'abbé Guielmy qui se disant facteur d'orgue fit détruire la mécanique et fut incapable par la suite de mener à bien le travail commandé. En 1858, le chanoine Emery, curé de la paroisse, fit appel à Antoine-Prosper Moitessier, facteur d'orgue à Montpellier pour le sauver.Les dernières restaurations de l'orgue datent de 1968 et de 1989.
La chapelle des Carmes fut détruite par la période révolutionnaire, et le Directoire du département des Bouches du Rhône attribua l'orgue à l'église du Saint-Esprit qui fut transporté dans l'église le 17 mai 1791.
Orgue exceptionnel, autant du point de vue esthétique qu'auditif. Il est surtout extrêmement grand : on peut voir sur la façade 53 tuyaux, mais à l'intérieur du buffet d'orgue il y en a 1728, soit un total de 1 781 tuyaux mesurant entre quelques centimètres jusqu'à 5 mètres.
Composition actuelle : 
| Grand-Orgue (II) | Positif (I)                                         | Récit (III) | Pédalier                    |
| 54 notes, 9 jeux | 54 notes, 4 jeux                                    | 54 notes, 10 jeux | 30 notes, 3 jeux            |
| --- | --------------------------------------------------- | --- | --------------------------- |
| Bourdon 16' Bourdon 8' Flûte à biberon 4' Montre 8' Prestant 4' Doublette 2' Fourniture II + Cymbale IV rangs Nazard 2' 2/3 Tierce 1' 1/3      | Bombarde 16' Trompette 8' Clairon 4' Cornet V rangs | Bourdon 8' Prestant 4' Flûte à cheminée 4' Doublette 2' Tierce (larigot) 1' 1/3 Sesquialtera II rangs Trompette 8' Haubois 4' Voix humaine 8' Cymbale IV rangs | Flûte 16' Flûte 8' Flûte 4' |
| 26 jeux 1781 tuyaux Accouplements : III sur II ; II sur I ; Tirasse sur positif Combinaison : appel d'anches Tremblant doux Traction mécanique |                                                     | |                             |

## Art et décoration

### Tableaux
L'ordre des peintures que l'on peut voir dans l'église du Saint-Esprit ne correspond pas à ce qui était à l'origine du décor mais il est dû essentiellement aux diverses circonstances qui émaillent l'histoire de la ville d'Aix-en-Provence après la destruction du Palais comtal en 1787, à la destruction de couvents pendant la période révolutionnaire. Durant ces périodes on assiste à une redistribution des œuvres d'art dans différentes églises de paroisses. Certaines œuvres proviennent également de dons de riches particuliers
Le retable du Parlement (1520-1525)
Le triptyque de l'Assomption souvent dit anonyme selon diverses sources pourrait cependant être attribué à Manuele Genovese (dit Lomellini) selon Jean Boyer (1971) et Marie-Claude Léonelli (1988)  représente des scènes de la vie de la Vierge. Volet droite : Adoration des Bergers et Adoration des Mages ; volet gauche : Ascension et Pentecôte ; au revers des volets, les figures de l'Annonciation. Au centre : Assomption. Les volets représentant des scènes de la vie de la Vierge auraient pour auteur différents peintres dont le genevois Henri Guigues. Quand le triptyque est fermé sur les revers des volets on peut y voir  une Annonciation avec des merveilleuses figures de l'Ange et de la Vierge Marie ; on ignore malheureusement l'auteur de ces figures peintes en grisailles qui dénotent une influence italienne.
Les apôtres autour du tombeau vide de la Vierge sont  les portraits des 12 parlementaires du Parlement d'Aix (créé en 1501 par le roi Louis XII) et de leur président vers 1520. Le détail le plus curieux est le huitième laïc, rajouté par un peintre autre que celui d'origine (le troisième en partant de la droite) qui serait Jean Maynier, baron d'Oppède (1495-1558) qui aurait rejoint le Parlement en 1522 quand  le nombre de conseillers était passé de 11 à 12 pour une raison inconnue.
La Pentecôte (1653) de Jean Daret
Partie centrale du retable de l'ancienne chapelle du Saint-Esprit. L'Annonciation et le Baptême du Christ qui l'encadraient ont disparu. L'ensemble fut commandé par les prieurs de la Confrérie de l'Ordre des chevaliers du Saint-Esprit dont les noms figurent sur le parapet au premier plan à gauche ainsi que la date d'achèvement : 1653. Cette composition donne à voir la figure lumineuse de Marie entourée des Apôtres formant une frise dont les horizontales équilibrent le jeu des verticales accompagnant les regards des Apôtres levés vers l'apparition.
La Présentation au Temple. Fin XVIIe - début XVIIIe siècle. François Marot
Ce tableau du peintre parisien François Marot (1666-1719) est un don du roi Louis XVIII en 1821. Pour mémoire rappelons que Louis XVIII fut comte de Provence de 1755 à 1795 date de la mort du dauphin Louis XVII et date à laquelle il prit le nom de Louis XVIII.
La Vierge intercédant pour les âmes du Purgatoire
Cette toile de Jean Daret représente la Vierge Marie qui intercède auprès du Christ tenant la Croix. .On peut y reconnaître de style du peintre à la manière à la fois ferme et nette. Elle pourrait provenir de l'ancienne église de la Madeleine où l'on pouvait la voir avant sa destruction en 1791 une peinture de Jean Daret portant le titre de Notre-Dame-du-Suffrage.
Jésus et les Docteurs (1712) et Le Repas chez Simon le Pharisien (début XVIIIe) de Jean-Baptiste Daniel
Ces toiles en mauvais état de Jean-Baptiste Daniel (v. 1656-1720) étaient à l'origine incluses dans deux ensembles de peintures destinés à deux chapelles aixoises (chapelle des Pénitents des Carmes, chapelle de la Purification de la Vierge  de la Congrégation des Dames). Ces deux toiles furent réunies à la Révolution à l'église du Saint-Esprit. Le mauvais état de conservation de ces toiles s'explique en grande partie par le fait que le peintre a privilégié les perspectives à la couleur dont il maitrisait mal l'usage.
La mise en scène tumultueuse de ces deux épisodes du Nouveau Testament est typique de l'auteur inspiré par les artistes comme Véronèse ou Le Tintoret. Le style est typique de l'art baroque de cette époque.
Le Christ en Croix. 1731 de Michel-François Dandré-Bardon (1700-1783).
Ce tableau de Michel-François Dandré-Bardon provient de la salle d'audience de la Cour des Comptes, détruite avec le Palais comtal à la veille de la Révolution en 1787. C'est le dernier tableau d'une série de sept toiles faites pour le comte d'Albertas, premier président de la Cour des comptes pour la décoration du bureau d'audition.
Il montre un crucifié qui s'offre, meurt et ressuscite tout à la fois ; il rayonne d'une chaude lumière nacrée révélant chez le peintre une bonne connaissance de la peinture vénitienne et un attrait pour l'art de Rubens.
La mort de saint Joseph.1783.
Cette toile est attribuée à l'Aixois Antoine-Gabriel Goyrand (1754-1826). Elle se situe dans la chapelle de Saint-Joseph.
Elle dut être restaurée dans les années 1990 après un acte de vandalisme (1977) et replacée dans la chapelle de Saint-Joseph dont on pense qu'elle fut faite pour y être exposée.
La vision de saint Jérôme. Commande l'État en 1842.
C'est l'œuvre d'Alphonse Angelin (1814- ap. 1860). Cette toile présente une étrange tension dans une gestuelle exacerbée et une vision fantastique de l'auteur de la Vulgate. Il faut y ajouter les citations du Jugement Dernier de Michel-Ange.
L'Adoration des Cœurs de Jésus et de Marie par les Anges. XVIIIe siècle. Philippe Sauvan (1697-1792).
De provenance inconnue, il s'agit d'une réplique d'un tableau du même peintre conservé dans la cathédrale Sainte-Trophime d'Arles. L'image symbolique des deux Cœurs réunis hors de leur contexte est familière du milieu du XVIIIe siècle. La dévotion au Sacré-Cœur fut instituée par le pape Clément XIII en 1765 grâce à l'intercession de la reine Marie Leczinska, l'épouse de Louis XV.
Un tableau ex-voto (1860)
De provenance anonyme et daté de 1860, cet ex-voto est une représentation de la Passion du Christ sur carton.

### Les statues
Au jeu de la peinture Laurent Vallon associe régulièrement des effets de sculpture propre au style baroque aixois. Bas-reliefs de stuc ou de marbre, statues monumentales servent à animer l'espace architectural.
Dans le chœur du Saint-Esprit subsistent quatre grandes figures (hautes de deux mètres) en bois enduit de stuc « façon pierre ». Elles illustrent les quatre paroisses de la ville : le Christ Sauveur, sainte Marie-Madeleine (en avant du chœur), saint Jérôme et saint Jean-Baptiste (en arrière). Conçues pour ce sanctuaire on peut les identifier grâce aux inscriptions latines des cartouches tenues par des anges et par les attributs de chaque personnage.
Au pied des piliers de la croisée nef, on remarque les prophètes Samuel et Isaïe. Ils sont de même facture mais sans inscription. Ils proviendraient de la chapelle des Pénitents-Blancs selon Jean Boyer.
À droite du chœur se trouve Notre-Dame-du-Bon-Secours : cette statue en marbre se trouve dans la chapelle de la Sainte-Vierge datant du XVIIIe siècle.
À gauche du chœur se trouve la statue de saint Joseph dans la chapelle de saint Joseph.
Au fil du temps se sont rajoutés d'autres statues suivant la dévotion des prêtres ou des fidèles de la paroisse. On peut y voir les statues du Sacré-Cœur, de Notre-Dame de Lourdes, de sainte Jeanne d'Arc, de saint Antoine de Padoue ; de sainte Rita, sainte Thérèse de l'Enfant-Jésus, de sainte Bernadette et de saint Jean-Paul II. Récemment encore se trouvait une statue de l'apôtre Saint Pierre réalisée sur le modèle de la chaire de Saint Pierre.

### Les ferronneries
À Aix-en-Provence, on aperçoit de belles ferronneries qui couronnent les tours, décorent les entrées des vieux hôtels, des balcons ou des escaliers. Ces ouvrages de fer finement décorés datent des XVIIe et XVIIIe siècles.
L'église du Saint-Esprit comptent au moins huit ouvrages de fer forgé sans compter la cage en fer ouvrage de l'ancien clocher des Augustins face à cette église. Ce sont :
- Les grilles du chœur
- Le lutrin de la parole de Dieu
- Les grilles à l'entrée des deux chapelles absidiales ont disparu. Les portes actuelles sont d'époque Louis XV
- La rampe de l'escalier permettant d'accéder à la chaire offerte en 1763
- La grande croix commémorative de la Mission prêchée en 1750 dans cette église par le Père Jacques Bridaine, célèbre prédicateur de missions, Cette croix, d'une hauteur de 4 mètres se trouvait à l'origine en dehors de la ville
- Le garde-corps de la tribune du XVIIIe siècle dont les motifs de décoration sont semblables à la grille de communion de la chapelle des Pénitents-Gris (rue Lieutaud). Cette grille se trouvait autrefois dans la chapelle de la Pureté (à quelques mètres de l'église du Saint-Esprit).
- Les grilles fermant le Baptistère datées du XIXe siècle
- Les grilles du chœur

### Les lustres
Si beaucoup d'églises ont perdu leurs lustres d'origine qui ont été vendus et remplacés par des projecteurs, l'église du Saint-Esprit a conservé ses sept lustres de cristal datant du XIXe siècle. On en trouve deux dans le chœur  deux dans le transept et trois au-dessus de l'allée centrale. Ils sont régulièrement allumés pour les offices.

### Les bénitiers
Les bénitiers qui se trouvent à côté des entrées latérales de l'église ont été réalisés en 1727 par le sculpteur Thomas Veyrier pour la somme de quarante livres. En marbre rouge, ils ont la forme d'une coquille.

### Les fonts baptismaux
Les fonts baptismaux en marbre blanc sont classés par les Monuments historiques. Ils datent du XVIIIe et du XIXe siècle. La cuve est datée du XVIIIe siècle et le pavement du XIXe siècle. Ils sont placés au fond de l'édifice